# Гораціу Феснік
Гораціу Феснік (17 жовтня 1989, Клуж-Напока) — румунський футбольний арбітр, колишній футболіст. Судить матчі в Ліга I з 2012 року. Арбітр ФІФА та УЄФА з 2017 року.
Феснік є наймолодшим арбітром, який обслуговував матчі у Лізі I, дебютувавши у 22 роки.

## Суддівська кар'єра
Уперше Гораціу Феснік відсудив матч Ліга I 12 березня 2012 року. Це був матч «Астра» — «Міовень», що завершився з рахунком 3–1. Таким чином, у віці всього 22 років і 4 місяців Гораціу Феснік став наймолодшим дебютантом на першому щаблі румунського суддівства. На той момент Феснік відсудив лише 12 матчів на дорослому рівні, всі в 3-й лізі.
6 липня 2017 року Гораціу дебютував у єврокубках під час матчу Кубка УЄФА між ФК «Флора» та «Домжале». Матч закінчився з рахунком 2–3.
Він відсудив свій перший міжнародний матч на рівні збірних 25 березня 2019 року, коли Азербайджан зіграв унічию 0–0 проти Литви.
Він судить матчі в Юнацькій лізі УЄФА.
22 травня 2021 року Феснік судив фінал Кубка Румунії 2020/21 між «Астрою» та «Універсітатя Крайова» (1-1, 2-3).
Працював на молодіжному чемпіонаті Європи з футболу 2023.